# Gouvernement du 34e Dáil
Irlande
33e Dáil 
Le gouvernement du 34e Dáil (en anglais : Government of the 34th Dáil) est le gouvernement de l'Irlande depuis le 23 janvier 2025, sous la 34e législature du Dáil Éireann.

## Historique du mandat
Ce gouvernement est dirigé par l'ancien Premier ministre Micheál Martin, précédemment ministre des Affaires étrangères. Il est constitué et soutenu par une coalition gouvernementale entre le Fianna Fáil (FF), le Fine Gael (FG) et plusieurs députés indépendants. Ensemble, ils disposent de 96 députés sur 174, soit 55,2 % des sièges du Dáil Éireann.
Il est formé à la suite des élections générales anticipées du 29 novembre 2024.
Il succède donc au gouvernement du 33e Dáil, dirigé successivement par Micheál Martin, Leo Varadkar puis Simon Harris, et constitué d'une coalition entre le Fianna Fáil, le Fine Gael et le Parti vert.

### Formation
Lors des élections générales, le Fianna Fáil arrive en tête devant le Sinn Féin et Fine Gael, mais le Parti vert subit une déroute et ne conserve qu'un seul siège de député. La coalition entre le Fianna Fáil et le Fine Gael est en mesure d'être reconduite. Lors de la séance d'installation de la nouvelle législature, la cheffe du Sinn Féin Mary Lou McDonald est proposée comme candidate au poste de Premier ministre, mais sa candidature est repoussée par 44 voix pour, 110 voix contre et 14 abstentions.
Le 15 janvier 2025, le Fianna Fáil et le Fine Gael concluent un accord de coalition, auquel s'associent les députés du « Regional Independent Group », ce qui garantit la majorité absolue des sièges au futur gouvernement. Le contrat de coalition prévoit le retour de Micheál Martin, du Fianna Fáil, à la direction de l'exécutif pendant deux ans et demi, puis son remplacement par Simon Harris, Premier ministre sortant et membre du Fine Gael. L'élection du nouveau chef de gouvernement est alors convoquée le 22 janvier suivant, mais elle doit être reportée après que la Ceann Comhairle Verona Murphy a dû suspendre la séance à quatre reprises en raison d'un contentieux sur le temps de parole des parlementaires du Regional Independent Group.
Micheál Martin est finalement élu, une nouvelle fois, Premier ministre le 23 janvier par 95 voix pour et 76 voix contre. Il est ensuite formellement nommé par le président Michael D. Higgins lors d'une cérémonie au Áras an Uachtaráin. Il forme son gouvernement dans la foulée. Son futur successeur, Simon Harris, est nommé vice-Premier ministre, ministre des Affaires étrangères et ministre de la Défense et le ministre des Entreprises Peter Burke est le seul à conserver le poste qu'il occupait dans le précédent exécutif.

## Composition

### 35egouvernement
- Par rapport au 34e gouvernement, les nouveaux ministres sont indiqués en gras et les ministres qui ont changé d'attributions sont indiqués en italique.

| Fonction | Titulaire | Titulaire                 | Parti       |
| --- | --------- | ------------------------- | ----------- |
| Premier ministre                                                                                                  |           | Micheál Martin            | FF          |
| Vice-Premier ministre Ministre des Affaires étrangères et du Commerce Ministre de la Défense                      |           | Simon Harris              | FG          |
| Ministre de la Justice, des Affaires intérieures et des Migrations                                                |           | Jim O'Callaghan           | FF          |
| Ministre de l'Éducation et de la Jeunesse                                                                         |           | Helen McEntee             | FG          |
| Ministre des Finances                                                                                             |           | Paschal Donohoe           | FG          |
| Ministre du Logement, de l'Administration locale et du Patrimoine                                                 |           | James Browne              | FF          |
| Ministre des Entreprises, du Tourisme et de l'Emploi                                                              |           | Peter Burke               | FG          |
| Ministre des Dépenses publiques, des Infrastructures, des Services publics, des Réformes et du Numérique          |           | Jack Chambers             | FF          |
| Ministre de l'Environnement, du Climat et de l'Énergie Ministre des Transports                                    |           | Darragh O'Brien           | FF          |
| Ministre de l'Enfance, du Handicap et de l'Égalité                                                                |           | Norma Foley               | FF          |
| Ministre de la Protection sociale Ministre du Développement rural et communautaire et du Gaeltacht                |           | Dara Calleary             | FF          |
| Ministre des Arts, des Médias, des Communications, de la Culture et des Sports                                    |           | Patrick O'Donovan         | FG          |
| Ministre de la Formation continue, de l'Enseignement supérieur, de la Recherche, de l'Innovation et de la Science |           | James Lawless             | FF          |
| Ministre de l'Agriculture, de l'Alimentation, de la Pêche et de la Mer                                            |           | Martin Heydon             | FG          |
| Ministre de la Santé                                                                                              |           | Jennifer Carroll MacNeill | FG          |
| |           |                           |             |
| Whip en chef du gouvernement Secrétaire d'État à la Santé mentale                                                 |           | Mary Butler               | FF          |
| Secrétaire d'État au Handicap                                                                                     |           | Hildegarde Naughton       | FG          |
| Secrétaire d'État à la Promotion de l'alimentation, aux Nouveaux marchés, à la Recherche et au Développement      |           | Noel Grealish             | Indépendant |
| Secrétaire d'État au Transport international et routier, à la Logistique, au Ferroviaire et aux Ports             |           | Seán Canney               | Indépendant |